# Rudolf Kittel
Pour les articles homonymes, voir Kittel (homonymie).
Rudolf Kittel (28 mars 1853 - 20 octobre 1929) est né à Eningen est un théologien allemand spécialiste de l'Ancien Testament. 

## Biographie
Il étudie à l'université Eberhard Karl de Tübingen. Il est ensuite Professeur d'Ancien Testament d'abord à Breslau puis à Leipzig. Il écrit des commentaires et des histoires d'Israël et du Proche-Orient mais son travail le plus durable est une édition critique de la Bible hébraïque, Biblia Hebraica (en), qui est restée un classique.

## Source
- (en) Cet article est partiellement ou en totalité issu de l’article de Wikipédia en anglais intitulé « Rudolf Kittel » (voir la liste des auteurs).